# Kwatermistrz

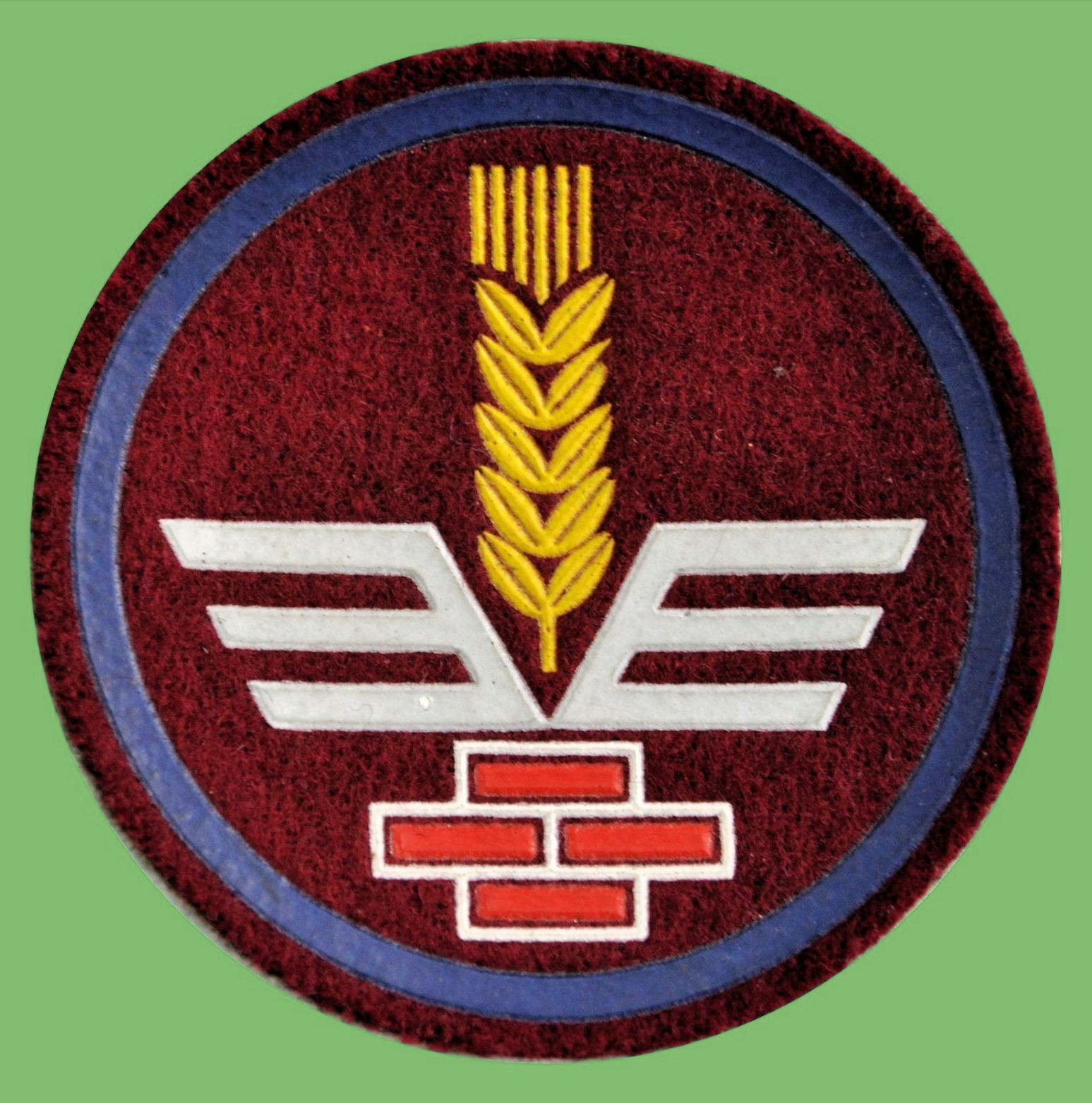
oznaka rozpoznawcza kwatermistrzostwa WP

Kwatermistrz (ang. quartermaster) – oficer dowództwa (sztabu), który dowodzi w polu (w czasie wojny) z ramienia dowódcy (szefa sztabu) kwatermistrzostwem (tyłami), kieruje działalnością podległych mu szefów służb w zakresie zaopatrzenia i obsługi wojsk, organizuje dowóz i ewakuację, a na wyższych szczeblach - komunikację na obszarze tyłów oraz jest odpowiedzialny za organizację tyłów (etapów); w czasie pokoju kieruje gospodarką jednostki wojskowej będącej oddziałem gospodarczym (na wyższych szczeblach powierzonymi mu działami gospodarki) i prowadzi szkolenie podległych mu kadr. Aktualnie w Siłach Zbrojnych RP pojęcia kwatermistrz – kwatermistrzostwo rozszerzono i wprowadzono pojęcia: szef logistyki – logistyka. Funkcja kwatermistrza znana jest także w straży pożarnej, skautingu i harcerstwie.
Dawniej na okrętach (np. pirackich) kwatermistrzem nazywano zastępcę dowódcy (kapitana), który był szefem ludzi, ale tylko podczas spokojnej żeglugi (czyli nie podczas bitwy lub pościgu).